# SEPPIC
SEPPIC is een Frans chemisch bedrijf. De volledige naam is Société d'Exploitation de Produits Pour les Industries Chimiques-SEPPIC. Het bedrijf werd opgericht in 1943 en is sedert 1986 onderdeel van Air Liquide. De zetel is in Parijs, het hoofdkantoor bevindt zich in La Défense (Parijs). Het telt internationaal meer dan 600 werknemers. Het bedrijf legt zich toe op de ontwikkeling en productie van chemische specialiteiten voor de cosmetische, farmaceutische, voedings- en andere industriële branches. Seppic is onder meer actief op het gebied van immunologisch adjuvanten voor vaccins. In 2009, kort nadat de Franse overheid de zoetstof toeliet, bracht Seppic Rebaten 97% op de markt, dat voor 97% bestaat uit rebaudioside A. 

## SEPPIC Belgium
Seppic Belgium werd opgericht in 1997. De maatschappelijke zetel was aanvankelijk gevestigd in Luik, maar werd in 2004 overgebracht naar Oudergem. In Zwijndrecht is een exploitatievestiging gelegen aan het Zuidelijk Insteekdok, waar alkoxylaten geproduceerd worden. De enige andere productiesite van Seppic buiten Frankrijk is gelegen in Shanghai (China).